# Sigismund Thalberg
Sigismund Fortuné François Thalberg (Ginevra, 8 gennaio 1812 – Napoli, 27 aprile 1871) è stato un pianista e compositore austriaco.
Allievo di Ignaz Moscheles, Friedrich Kalkbrenner e Johann Nepomuk Hummel, tra i primi innovatori della tecnica pianistica del cosiddetto "Biedermeierzeit", che fecero del virtuosismo parossistico la ragione e l'essenza del loro suonare, si colloca in un contesto storico e musicale che lo vide gareggiare con Franz Liszt.
Famoso per le sue trascrizioni brillanti di temi d'opera (soprattutto rossiniani), spesso caricate di effetti strabilianti, di grande effetto e tra i più teatrali e meglio riusciti della storia del loro genere, Thalberg è anche autore di composizioni originali come la Sonata in do minore, la Tarantella, lo Scherzo in do diesis minore, il Capriccio, le Variazioni e il Concerto per pianoforte e orchestra in fa minore op. 5 con cui quattordicenne debuttò.

## Biografia
Figlio illegittimo del Principe Franz Joseph von Dietrichstein e della baronessa Susanna Micaela Wetzlar. Entra all'età di 10 anni presso il Politecnico di Vienna. Nella capitale austriaca studia da Hummel e diventa un pianista già apprezzato nel 1826. Debutta a Londra dopo aver preso lezioni da Moscheles e nel 1835 si esibisce a Parigi dove condivise il concerto con Émile Prudent.
Thalberg tiene concerti sia in Europa, in particolare in Germania ed in Spagna, che negli Stati Uniti d'America ed in Brasile. Durante la tournée in America, (1856- 1858) scoppiò una vera e propria thalbergmania, le donne andavano in visibiliio e si contendevano i primi posti per guardarlo da vicino suonare.
Nel 1843 sposa la figlia di Luigi Lablache, Francesca. 
Nel 1855 avviene il successo della prima assoluta della sua opera Cristina di Svezia al Burgtheater di Vienna con Achille De Bassini.
Si ritira nel quartiere Posillipo di Napoli nel 1858, in una villa di proprietà dei Lablache. Morirà a Napoli nella sua casa di viale Calascione il 27 aprile 1871. Proprio in questa città si tiene, a partire dal 1998, il Premio pianistico internazionale Sigismund Thalberg, nato anche per promuovere lo studio delle sue composizioni.

## Ascendenza
|                                                        |   |                                            | Genitori                                     |  |  | Nonni |  |  | Bisnonni                          |  |  | Trisnonni                             |  |
|                                                        |   |                                            |                                              |  |  |       |  |  | Karl Maximilian von Dietrichstein |  |  | Walther Franz Xaver von Dietrichstein |  |
|                                                        |   |                                            |                                              |  |  |       |  |  | Karl Maximilian von Dietrichstein |  |  | Walther Franz Xaver von Dietrichstein |  |
|                                                        |   | Caroline Maximiliane Pruskovska z Pruskova |                                              |  |  |       |  |  | Karl Maximilian von Dietrichstein |  |  |                                       |  |
| Karl Johann Baptist von Dietrichstein                  |   |                                            |                                              |  |  |       |  |  | Karl Maximilian von Dietrichstein |  |  |                                       |  |
|                                                        |   | Maria Anna Josepha von Khevenhüller        | Sigismund Friedrich von Khevenhüller         |  |  |       |  |  |                                   |  |  |                                       |  |
|                                                        |   | Maria Anna Josepha von Khevenhüller        | Sigismund Friedrich von Khevenhüller         |  |  |       |  |  |                                   |  |  |                                       |  |
|                                                        |   | Maria Anna Josepha von Khevenhüller        | Ernestina Leopoldina von Orsini-Rosenberg    |  |  |       |  |  |                                   |  |  |                                       |  |
| Franz Joseph von Dietrichstein                         |   | Maria Anna Josepha von Khevenhüller        |                                              |  |  |       |  |  |                                   |  |  |                                       |  |
|                                                        |   | Josef von Thun und Hohenstein              | Francis Joseph von Thun und Hohenstein       |  |  |       |  |  |                                   |  |  |                                       |  |
|                                                        |   | Josef von Thun und Hohenstein              | Francis Joseph von Thun und Hohenstein       |  |  |       |  |  |                                   |  |  |                                       |  |
|                                                        |   | Josef von Thun und Hohenstein              | Maria Philippine von Harrach                 |  |  |       |  |  |                                   |  |  |                                       |  |
| Marie Kristina von Thun und Hohenstein                 |   | Josef von Thun und Hohenstein              |                                              |  |  |       |  |  |                                   |  |  |                                       |  |
|                                                        |   | Marie Christine von Hohenzollern-Hechingen | Hermann Friedrich von Hohenzollern-Hechingen |  |  |       |  |  |                                   |  |  |                                       |  |
|                                                        |   | Marie Christine von Hohenzollern-Hechingen | Hermann Friedrich von Hohenzollern-Hechingen |  |  |       |  |  |                                   |  |  |                                       |  |
|                                                        |   | Marie Christine von Hohenzollern-Hechingen | Maria Josefa zu Oettingen-Spielberg          |  |  |       |  |  |                                   |  |  |                                       |  |
| Sigismund von Thalberg                                 |   | Marie Christine von Hohenzollern-Hechingen |                                              |  |  |       |  |  |                                   |  |  |                                       |  |
|                                                        | … | …                                          |                                              |  |  |       |  |  |                                   |  |  |                                       |  |
|                                                        | … | …                                          |                                              |  |  |       |  |  |                                   |  |  |                                       |  |
|                                                        | … | …                                          |                                              |  |  |       |  |  |                                   |  |  |                                       |  |
| …                                                      | … |                                            |                                              |  |  |       |  |  |                                   |  |  |                                       |  |
|                                                        |   | …                                          | …                                            |  |  |       |  |  |                                   |  |  |                                       |  |
|                                                        |   | …                                          | …                                            |  |  |       |  |  |                                   |  |  |                                       |  |
|                                                        |   | …                                          | …                                            |  |  |       |  |  |                                   |  |  |                                       |  |
| Susanna Micaela Wetzlar von Plankenstern, nata von Eyb |   | …                                          |                                              |  |  |       |  |  |                                   |  |  |                                       |  |
|                                                        |   | …                                          | …                                            |  |  |       |  |  |                                   |  |  |                                       |  |
|                                                        |   | …                                          | …                                            |  |  |       |  |  |                                   |  |  |                                       |  |
|                                                        |   | …                                          | …                                            |  |  |       |  |  |                                   |  |  |                                       |  |
| …                                                      |   | …                                          |                                              |  |  |       |  |  |                                   |  |  |                                       |  |
|                                                        |   | …                                          | …                                            |  |  |       |  |  |                                   |  |  |                                       |  |
|                                                        |   | …                                          | …                                            |  |  |       |  |  |                                   |  |  |                                       |  |
|                                                        |   | …                                          | …                                            |  |  |       |  |  |                                   |  |  |                                       |  |
|                                                        |   | …                                          |                                              |  |  |       |  |  |                                   |  |  |                                       |  |

## Opere per pianoforte e musica da camera di Thalberg
- Op. 1 Fantasia e variazioni su motivi tratti dall'opera Euryanthe de C. M. v. Weber.
- Op. 2 Fantasia e variazioni su un tema scozzese.
- Op. 3 Improvviso su temi favoriti dall'opera L'assedio di Corinto di Rossini.
- Op. 4 Dodici valzer.
- Op. 5 Gran concerto per piano e orchestra.
- Op. 5bis Omaggio a Rossini, su motivi dell'opera Guglielmo Tell.
- Op. 6 Fantasia su motivi dall'Opera Robert le Diable di Meyerbeer.
- Op. 7 Grand divertissement per piano, corno (o violoncello) e orchestra.
- Op. 8 Six German songs.
- Op. 9 Fantaisia su motivi dall'opera La straniera di Bellini.
- Op.10 Grande fantasia e variazioni su un motivo dell'opera de V. Bellini I Montecchi e i Capuleti.
- Op.11 Six German songs.
- Op.12 Grande fantaisie et variations sur des motifs de l'opéra Norma de Bellini.
- Op.13 Six German songs.
- Op.14 Grande fantaisie et variations sur des motifs de l'opéra Don Juan de Mozart.
- Op.15 Caprice.
- Op.16 Due Notturni.
- Op.17 Due arie russe variate.
- Op.18 Les soirées musicales di Rossini: Divertissement su motivi di Rossini.
- Op.19 Deuxième caprice.
- Op.20 Fantasia su motivi dell´opéra «Les Huguenots» di Meyerbeer.
- Op.21 Tre Notturni.
- Op.22 Grande fantaisia.
- Op.23 Six German songs.
- Op.24 Six German songs.
- Op.25 Six German songs.
- Op.26 Douze Etudes.
- Op.27 God save the King e Rule Britannia, Grande fantasia,
- Op.28 Nocturne.
- Op.29 Six German songs.
- Op.30 Six German songs.
- Op.31 Scherzo.
- Op.32 Andante.
- Op.33 Fantasia su temi dall'opéra Mosè di G. Rossini.
- Op.34 Divertissement su un tema dell'opéra di Jules Benedict „The Gipsy's Warning“.
- Op.35 Grand nocturne.
- Op.36 Six morceaux
- Op.37 Fantasia su motivi dall'Opera Oberon di C.M. von Weber.
- Op.38 Romance et Etude.
- Op.39 Souvenir de Beethoven, Fantasia.
- Op.40 Fantasia su motivi dell'opera "La Donna del Lago" di Rossini
- Op.41 Tre Romanze senza parole.
- Op.42 Grande Fantasie su la Serenta e il Minuetto del "Don Giovanni" di Mozart.
- Op.43 Deuxième Grande Fantasie sull'opera "Les Huguenots" di Meyerbeer.
- Op.44 Andante e Finale dalla "Lucia de Lammermoor" di Donizetti.
- Op.45 Thême et Etude.
- Op.46 Grand Caprice su motivi dell'Opéra la Sonnambula.
- Op.47 Grandes Valses brillantes.
- Op.48 Grand Caprice su motivi de l'opéra Charles VI de Halévy.
- Op.49 Grand Duo su motivi dell'opéra de V. Beatrice di Tenda, piano and violin, with Heinrich Panofka.
- Op.50 Fantasia sull'opéra Lucrezia Borgia di Donizetti
- Op.51 Grande Fantasia sull'opéra Semiramide di Rossini
- Op.51 bis Nocturne.
- Op.52 Fantasia su temi dell'opéra La Muette de Portici di Auber.
- Op.53 Grande fantasia sull'opera Zampa de F. Herold.
- Op.54 Grande Duo concertante sull'opera La Sémiramide de Rossini, piano e violino, with Bériot.
- Op.55 Le Depart, Romanza in forme di Studio.
- Op.56 Grande sonate.
- Op.60 Barcarola.
- Op.61 Mélodies styriennes, Grande fantaisie.
- Op.62 Valse mélodique.
- Op.63 Grande fantasia sull'opera Il Barbiere di Siviglia di Rossini.
- Op.64 Les capricieuses, Valses pour piano.
- Op.65 Tarantella.
- Op.65 Souvenir di Pesth, Arie ungheresi variate.
- Op.66 Introduzioni e Variazioni sulla Barcarola dell'Opéra L'Elisir d'amore di Donizetti.
- Op.67 Grande Fantaisie sur des motifs de l'Opéra Don Pasquale de Donizetti.
- Op.68 La Fille du Régiment, Opéra di Donizetti, Fantaisia.
- Op.69 Trio per piano, violino e violoncello.
- Op.70 L'art du chant appliqué au piano.
  - Prima parte
    - [1] Quartetto dall'Opera i Puritani di Bellini.
    - [2] Tre giorni, Air di Pergolesi.
    - [3] Adelaide de Beethoven
    - [4] Air d´Église du célèbre chanteur Stradella.
    - [5] Lacrimosa tiré du Requiem de Mozart and Duo des Nocces de Figaro, Opéra de Mozart.
    - [6] Perché mi guardi e piangi, Duetto de Zelmira, Opéra de Rossini.

  - Parte Seconda
    - [7] Bella adorata incognita, Romance de l'Opéra Il Giuramento de Mercadante.
    - [8] Choeur des conjurés de l'Opéra Il crociato de Meyerbeer.
    - [9] Einsam bin ich nicht alleine, de l'Opéra Preciosa de Weber.
    - [10] Le Meunier et le torrent tiré des Chansons de la Meunière de Fr. Schubert.
    - [11] Duet de l'Opéra Der Freischütz de Weber.
    - [12] Il mio tesoro, Air de l'Opéra Don Juan de Mozart

  - Parte Terza
    - [13] Sérénade de l'Opéra Le barbier de Seville de Rossini.
    - [14] La dove prende, de l'Opéra La flûte enchantée de Mozart.
    - [15] Barcarolle de l'Opéra Gianni di Calais de Donizetti.
    - [16] Trio et Duetto La ci darem la mano, de l'Opéra Don Juan de Mozart.
    - [17] Sérénade de l'Opéra L'amant jaloux de Grétry.
    - [18] Assisa a piè d´un salice, de l'Opéra Otello de Rossini.

  - Parte Quarta
    - [19] Casta diva, Cavatine de Norma de Bellini.
    - [20] Mon coeur soupire, Air du Marriage de Figaro.
    - [21] Quatuor d´Euryanthe de Weber.
    - [22] David sur le rocher blanc, Ancien air de Barde du Pays de Galles.
    - [23] Chanson et Choeur de Jahreszeiten de Haydn.
    - [24] Fenesta vascia, Chanson napolitaine.
- Op.71 Florinda, Opéra de S. Thalberg, Six Transcriptions (1851 al His Majesty's Theatre di Londra con Sofia Cruvelli).
- Op.72 Home! Sweet Home!, Air anglais varié.
- Op.73 The last Rose of Summer, Air irlandais varié.
- Op.74 Souvenir d'Amerique, Lilly Dale, varié.
- Op.75 Pensées musicales, Les soirées de Pausilippe, Hommage à Rossini.
- Op.76 Célèbre Ballade.
- Op.77 Grande Fantaisie de Concert sur l'Opéra Il Trovatore de Verdi.
- Op.78 La Traviata, Fantaisie pour piano.
- Op.79 Trois mélodies de Franz Schubert transcrites, tirées de "Winterreise" et de "Schöne Müllerin"
  - [1] L'Illusion, ("Illusion").
  - [2] La curieuse, ("Die Neugierige").
  - [3] La poste, ("Die Post").
- Op.79 Romance dramatique.
- Op.80 La Napolitana.
- Op.81 Souvenir dall'opera  Un ballo in Maschera di Giuseppe Verdi.
- Op.82  Souvenir dall'opera  Rigoletto  di Giuseppe Verdi.
- Op.83  Aria di Amazily dall'opera  Ferdinand Cortez  di Gaspare Spontini.

## Lavori senza numero d'Opera (parziale)
- Trascrizione per pianoforte dello Scherzo del Sogno di una notte di mezza estate di Felix Mendelssohn.
- Thalberg Galoppe.
- Arie Scozzesi, Arie inglesi.